# ネクスト・ジェネレーション2017
ネクスト・ジェネレーション2017（英語: Next generation 2017）は、2017年10月にガーディアンが発表した2000年生まれのサッカー界の若手有望選手60人である。

## 特集選手
なお、所属は当時のものである。
| 氏名                             | 生年月日       | ポジション | 所属                             |
| -------------------------------- | -------------- | ---------- | -------------------------------- |
| ファクンド・コリーディオ         | 2000年1月4日   | FW         | インテルナツィオナーレ・ミラノ   |
| ベンハミン・ガレ                 | 2000年7月11日  | WG         | マンチェスター・シティFC         |
| ディラン・ピエリアス             | 2000年2月20日  | RB         | メルボルン・シティFC             |
| ロマノ・シュミット               | 2000年1月27日  | AMF        | SKシュトゥルム・グラーツ         |
| ケレス・マサング                 | 2000年3月7日   | MF         | ASローマ                         |
| フロル・ファン・デン・エインデン | 2000年7月29日  | CB         | インテルナツィオナーレ・ミラノ   |
| リヤド・サディク                 | 2000年1月18日  | CB         | FKサラエヴォ                     |
| リンコン                         | 2000年12月16日 | CF         | CRフラメンゴ                     |
| パウリーニョ                     | 2000年7月15日  | AMF        | CRヴァスコ・ダ・ガマ             |
| ヴィニシウス・ジュニオール       | 2000年7月12日  | WG         | CRフラメンゴ                     |
| クン・テメヌジコフ               | 2000年2月1日   | FW         | リーズ・ユナイテッドFC           |
| アルフォンソ・デイヴィス         | 2000年11月2日  | LW         | バンクーバー・ホワイトキャップス |
| ケニー・ロチャ・サントス         | 2000年1月3日   | AMF        | ASサンテティエンヌ               |
| ブランコ・プロボステ             | 2000年4月14日  | AMF        | CSDコロコロ                      |
| 王佳豪                           | 2000年1月22日  | RW         | AEジョセップ・マリア・ヘネ       |
| レアンドロ・カンパス             | 2000年5月24日  | FW         | デポルテス・トリマ               |
| ミケーレ・シェゴ                 | 2000年8月5日   | FW         | HNKハイドゥク・スプリト          |
| ダヴィド・チョリナ               | 2000年7月19日  | LB         | NKディナモ・ザグレブ             |
| ヴィクトル・イェンセン           | 2000年2月8日   | LW         | アヤックス・アムステルダム       |
| カラム・ハドソン＝オドイ         | 2000年11月7日  | FW         | チェルシーFC                     |
| ジェイドン・サンチョ             | 2000年3月25日  | WG         | ボルシア・ドルトムント           |
| ヤシン・アドリ                   | 2000年7月29日  | AMF        | パリ・サンジェルマンFC           |
| アミーヌ・グイリ                 | 2000年2月16日  | FW         | オリンピック・リヨン             |
| ヤン＝フィーテ・アルプ           | 2000年1月6日   | FW         | ハンブルガーSV                   |
| クリスティアン・フリュヒトル     | 2000年1月28日  | GK         | FCバイエルン・ミュンヘン         |
| ジャン＝マヌエル・ンボム         | 2000年2月24日  | MF         | SVヴェルダー・ブレーメン         |
| エリック・アイアー               | 2000年3月6日   | FW         | チャリティー・スターズFC         |
| ヨルゴス・アントゥラス           | 2000年2月4日   | CB         | アステラス・トリポリスFC         |
| ソボスライ・ドミニク             | 2000年10月25日 | MF         | レッドブル・ザルツブルク         |
| エギ・マウラナ・フィクリ         | 2000年7月7日   | AMF        | SKOラグナン                      |
| モハマド・シャリフィ             | 2000年3月21日  | MF         | フーラッド・モバラケ・セパハンFC |
| モハメド・ダウード・ヤシーン     | 2000年11月22日 | WG         | アル・ナフトSC                   |
| モイーズ・キーン                 | 2000年2月28日  | FW         | エラス・ヴェローナFC             |
| アレッサンドロ・プリッツァーリ   | 2000年3月12日  | GK         | テルナーナ・カルチョ             |
| 平川怜                           | 2000年4月20日  | MF         | FC東京                           |
| ヴァンサン・ティル               | 2000年2月4日   | AMF        | FCメス                           |
| ハジ・ドラメ                     | 2000年9月10日  | WG         | イェーレン・オランピック         |
| ディエゴ・ライネス               | 2000年6月9日   | WG         | クルブ・アメリカ                 |
| ルチャレル・ヘールトライダ       | 2000年7月18日  | RB         | フェイエノールト                 |
| キク・ピーリー                   | 2000年7月20日  | CB         | SCヘーレンフェーン               |
| エルリング・ブラウト・ホランド   | 2000年7月21日  | CF         | モルデFK                         |
| ユルゲン・ストランド・ラーセン   | 2000年2月6日   | FW         | ACミラン                         |
| ペドロ・ネト                     | 2000年3月9日   | WG         | SSラツィオ                       |
| ヨヌト・ルス                     | 2000年1月20日  | GK         | SSラツィオ                       |
| キリル・コレスニチェンコ         | 2000年1月31日  | LW         | FCチェルタノーヴォ・モスクワ     |
| イルヤ・マルティノフ             | 2000年1月25日  | CB         | FCクラスノダール                 |
| アルミン・ジェルレク             | 2000年7月15日  | MF         | FKパルティザン                   |
| ライル・フォスター               | 2000年9月4日   | FW         | オーランド・パイレーツ           |
| アントニオ・ブランコ             | 2000年7月23日  | CMF        | レアル・マドリード               |
| ミゲル・バエサ                   | 2000年3月27日  | AMF        | レアル・マドリード               |
| アベル・ルイス                   | 2000年1月28日  | FW         | FCバルセロナ                     |
| フェラン・トーレス               | 2000年2月29日  | WG         | バレンシアCF                     |
| フィルストン・マワナ             | 2000年3月21日  | FW         | TSG1899ホッフェンハイム          |
| ロレンソ・ゴンサレス             | 2000年4月10日  | FW         | マンチェスター・シティFC         |
| ベルケ・エゼル                   | 2000年5月25日  | GK         | アルトゥノルドゥFK               |
| ティモシー・ウェア               | 2000年2月22日  | FW         | パリ・サンジェルマンFC           |
| アンドリュー・カールトン         | 2000年6月22日  | WG         | アトランタ・ユナイテッドFC       |
| グスタボ・ビエラ                 | 2000年10月21日 | FW         | リベルプールFC                   |
| ハン・カルロス・ウルタード       | 2000年3月5日   | FW         | デポルティーボ・タチラ           |
| クリスティアン・マクーン         | 2000年3月5日   | CB/DMF     | サモラFC                         |

ソース: